# Gaaikemadijk
Gaaikemadijk is een streekje in de gemeente Westerkwartier in de Nederlandse provincie Groningen. Het bestaat uit een aantal boerderijen die langs de gelijknamige dijk liggen. De naam komt van een voormalige edele heerd die hier heeft gestaan, de Gaykingaheerd. Ter plaatse staat nu de boerderij Gaaikemaheerd.
De dijk loopt tegenwoordig langs het Van Starkenborghkanaal en maakt even ten oosten van het Aduarderdiep een haakse bocht naar het zuiden. De dijk slingert vervolgens door het landschap om iets ten westen van Slaperstil bij de Friesestraatweg uit te komen. Het laatste deel van de dijk ligt in de gemeente Groningen. De dijk zal ooit aangelegd zijn toen een stuk land ten westen van Dorkwerd werd ingepolderd in de 12e eeuw. De Gaaikemadijk was de westelijke begrenzing van die polder en liep oorspronkelijk vanaf Leegkerk (via Gaaikemadijk) naar Oostum.